# Резолюция Совета Безопасности ООН 1003
Резолюция Совета Безопасности Организации Объединённых Наций 1003 (код — S/RES/1003), принятая 5 июля 1995 года, подтвердив все резолюции по ситуации в бывшей Югославии, в частности резолюции 943 (1994), 970 (1995) и 988 (1995), Совет отметил меры Союзной Республики Югославии (Сербии и Черногории) по дальнейшему закрытию границы с Боснией и Герцеговиной и поэтому продлил частичное приостановление санкций против Сербии и Черногории ещё на 75 дней до 18 сентября 1995 года.
Было отмечено, что граница остается закрытой, за исключением гуманитарной помощи и усилий Сербии и Черногории в этом отношении. Совет подчеркнул важность, которую он придает тому, чтобы не оказывалась военная помощь силам боснийских сербов. В то же время приветствовались упрощенные процедуры, принятые комитетом, учрежденным в резолюции 724 (1991), в отношении законных запросов о гуманитарной помощи и перевалки грузов на реке Дунай.
Действуя в соответствии с главой VII Устава ООН, международные санкции, введенные в отношении Сербии и Черногории, были приостановлены до 18 сентября 1995 года. В резолюции также содержится призыв к взаимному признанию государств бывшей Югославии, причем признание между Боснией и Герцеговиной и Сербией и Черногорией является важным первым шагом в этом процессе. Ситуация будет постоянно находиться в поле зрения Совета Безопасности.
Резолюция была принята 14 голосами, при одном воздержавшемся представителе — России.